# José de Jesús Pimiento Rodríguez
José de Jesús Pimiento Rodríguez   (Zapatoca, 18 de febrer de 1919 - Floridablanca, 3 de setembre de 2019) va ser un bisbe colombià, arquebisbe emèrit de Manizales i cardenal de l'Església Catòlica des del 14 de febrer de 2015.

## Biografia

### Primers anys i presbiterat
Pimiento va néixer al municipi de Zapatoca (Santander) el 18 de febrer de 1919, fill d'Agustín Pimiento y Salomé Rodríguez de Pimiento. Amb una vocació sacerdotal que va néixer de ben petit, inicià la seva formació eclesiàstica al Seminari de San Gil, on estudià filosofia entre 1936 i 1939, i que va concloure al Seminari Major de Bogotà, en realitzà els estudis de teologia entre 1938 i 1941. Va ser ordenat prevere per a la seva diòcesi el 14 de desembre de 1941 per Ismael Perdomo Borrero, arquebisbe de Bogotà llavors.
Durant els seus primers anys exercí com a vicari coadjutor de la parròquia de Mogotes (febrer-abril de 1942), la catedral de Sant Gil (abril de 1942 a febrer de 1943) i capellà del col·legi Guanetá. Posteriorment va ser síndic i professor del seminari de Sant Gil (1943-1944), vicari coadjutor de Velez (1944-1945) i substitut de Zapatoca (1946-1947), coordinador d'Acció Social i d'Acció Catòlica de la diòcesi i Capellà de l'Hospital de Sant Gil (1947-1955).

### Bisbe i arquebisbe
A l'edat de 36 anys (i després de gairebé 14 com a prevere) va ser nomenat bisbe titular d'Apollonis i auxiliar de Pasto el 14 de juny de 1955 pel Papa Pius XII, rebent la consagració episcopal el 28 d'agost d'aquell mateix any de mans de l'arquebisbe de Bogotà Crisanto Luque Sánchez.
Quatre anys després de la seva ordenació episcopal, el 30 de desembre de 1959 el Papa Joan XXIII el traslladà al bisbat de Montería, el qual va presidir fins al 29 de febrer de 1964, quan el Papa Pau VI el traslladà al bisbat de Garzón.
Durant aquest període monsenyor Pimiento participà en les quatre sessions del Concili Vaticà II com a pare conciliar, i després va ser escollit com a Delegat participant per a les II i III Conferències Generals de l'Episcopat Llatinoamericà, realitzades a Medellín (1968) i Puebla (1979), respectivament; de nou seria escollit per a aquesta funció per a la IV Conferència General, celebrada a Santo Domingo (1992).
El juliol de 1972 va ser escollit President de la Conferència Episcopal de Colòmbia, durant dos períodes seguits fins al 1978; prèviament havia treballat en aquesta mateixa institució com a President de la comissió episcopal de la Fe i Moral, i després de la Comissió de límits de diòcesis. Participà en diversos Sínodes episcopals a Roma com a delegat de la Conferència Episcopal de Colòmbia, i entre 1972 i 1973 va ser assessor del nunci apostòlic a Colòmbia pel diàleg amb els representants del govern colombià per a la revisió i actualització del Concordat subscrit al 1887.
El 22 de maig de 1975 Pau VI el canvià de nou de seu, aquest cop a l'arxidiòcesi de Manizales, on exercí el seu ministeri pastoral durant 21 anys. Durant aquesta etapa es dedicà a l'aplicació dels decrets del Vaticà II, enfocat especialment a la pastoral familiar, la joventut i la societat, sense deixar de costat l'educació i l'acadèmia. Va promoure amb especial dedicació la renovació conciliar a nivell parroquial, en l'organització de Seminari Major Arxidiòcesi i en el Fons del Benestar Social del clergat.
També realitzà diverses tasques eclesials de caràcter social, d'interès local i nacional. Entre aquestes es troba el Centro de Evangelización y Catequesis de la Arquidiócesis de Manizales (CECAM), la Casa Juvenil i la Casa de orientación a la Juventud, el reforç estructural de les torres de la catedral de Manizales, malmeses pel terratrèmol de 1979, i la remodelació del seminari menor el 1979 (que posteriorment s'adequaria com a seminari major. També es destaca l'ajut solidari vers els damnificats per l'erupció del volcà Nevado del Ruíz al novembre de 1985, en promoure unes cent solucions d'habitació localitzades al municipi Chinchiná (Caldas), a les veredes de Papayal, Los Cuervos i La Guayana de Villamaría, i els poblats agrícoles de La Paz y el Encanto.
El 1995, ja amb 75 anys, presentà la seva dimissió com a arquebisbe de Manizales al Papa Joan Pau II, qui l'acceptà el 15 d'octubre de 1996. En aquest temps es desplaçà a l'Urabá antioqueny per exercir el seu servei pastoral com a missioner al bisbat d'Apartadó (particularment a la parròquia de Turbo, on ell mateix, com a arquebisbe de Manizales va ser promotor de l'experiència missionera més enllà de la seva jurisdicció diocesana. L'any 2005 celebrà les seves noces d'or episcopals, i durant 21 mesos va ser administrador apostòlic de la seva diòcesi natal.

### Cardenal
A l'Àngelus del diumenge 4 de gener de 2015 el Papa Francesc anuncià la celebració d'un consistori per a la creació de 20 nous cardenals originaris de diversos països, que es realitzà el 14 de febrer d'aquell any a la basílica de Sant Pere; cinc dels quals eren cardenals no electors (car ja superaven els 80 anys), entre els quals es trobava monsenyor Pimiento, de 95 anys. No va poder assistir a la cerimònia a causa de la seva avançada edat, no obstant això va ser creat i proclamat cardenal prevere amb el títol de San Giovanni Crisostomo a Monte Sacro Alto, rebent finalment el birret, l'anell cardenalici i el pergamí amb el títol atorgat pel Papa el 28 de febrer, en una cerimònia presidida pel Primat de Colòmbia i Arquebisbe de Bogotà, cardenal Rubén Salazar Gómez, i amb presència de nunci apostòlic a Colòmbia Ettore Balestrero, que se celebrà a la catedral de Bogotà.